# Мамеева, Светлана Михайловна
Светла́на Миха́йловна Маме́ева (укр. Світлана Михайлівна Мамєєва; род. 19 апреля 1982) — украинская легкоатлетка, специалистка по тройному прыжку. Выступала на профессиональном уровне в 2001—2013 годах, чемпионка Украины, победительница Кубка Украины, участница летних Олимпийских игр в Пекине. Мастер спорта Украины международного класса.

## Биография
Светлана Мамеева родилась 19 апреля 1982 года. Занималась лёгкой атлетикой в Харькове, представляла физкультурно-спортивное общество «Динамо».
С 2001 года регулярно принимала участие в различных юниорских турнирах национального уровня, соревнуясь в тройном прыжке.
В 2003 году выиграла серебряную медаль на чемпионате Украины в Киеве.
В 2006 году одержала победу на Кубке Украины в Ялте.
В 2007 году превзошла всех соперниц на Кубке Украины в Ялте, взяла бронзу на чемпионате Украины в Донецке.
Благодаря череде успешных выступлений в 2008 году удостоилась права защищать честь страны на летних Олимпийских играх в Пекине — на предварительном квалификационном этапе прыгнула на 14,01 метра, чего оказалось недостаточно для выхода в финал.
В 2009 году победила на чемпионате Украины в Ялте, установив при этом свой личный рекорд в тройном прыжке — 14,38 метра. Принимала участие в чемпионате Европы в помещении в Турине и в чемпионате мира в Берлине, в обоих случаях в финал не вышла.
В 2010 году получила серебро на чемпионате Украины в Донецке и на Кубке Украины в Виннице.
В 2011 году представляла Украину на Всемирных военных играх в Рио-де-Жанейро, но здесь провалила все три свои попытки в тройном прыжке, не показав никакого результата.
Завершила спортивную карьеру по окончании сезона 2013 года.
За выдающиеся спортивные достижения удостоена почётного звания «Мастер спорта Украины международного класса».
По состоянию на 2014 год работала преподавателем в Харьковском лицее-интернате спортивного профиля.